# Markvartice, Děčín
Markvartice là một làng thuộc huyện Děčín, vùng Ústecký, Cộng hòa Séc.